# Frédéric de Lanouvelle
Frédéric de Lanouvelle, né en 1979 à Paris, est un journaliste français de télévision de 2007 à 2017, porte-parole du ministère de l'Intérieur en 2017, et depuis 2020 directeur général adjoint d'un parc à thème. Depuis aout 2023, il détient, avec sa fille, le record du monde du plus grand dessin GPS à vélo et en équipe. 

## Carrière
De 2007 à 2016, il est journaliste pour la chaîne d'information en continu BFM TV puis en 2016, il est reporter pour l'émission Sept à huit sur TF1,.
Il est nommé porte-parole du ministère de l’Intérieur en décembre 2017,,.
En 2020, il devient directeur général adjoint du parc à thème Rocher Mistral.

## Défis sportifs
En avril 2014, il traverse à pied et en solitaire le désert de l’Atacama au Chili. Il avait déjà tenté cette traversée en juin 2012 mais avait dû abandonner en raison de la rupture de sa remorque.
En 2023, Frédéric de Lanouvelle et sa fille Mathilde réalisent un raid à vélo en forme de cœur de près de 2 100 km en France afin de récolter des fonds au profit de l’association Mécénat chirurgie cardiaque,.